# Mlynská dolina

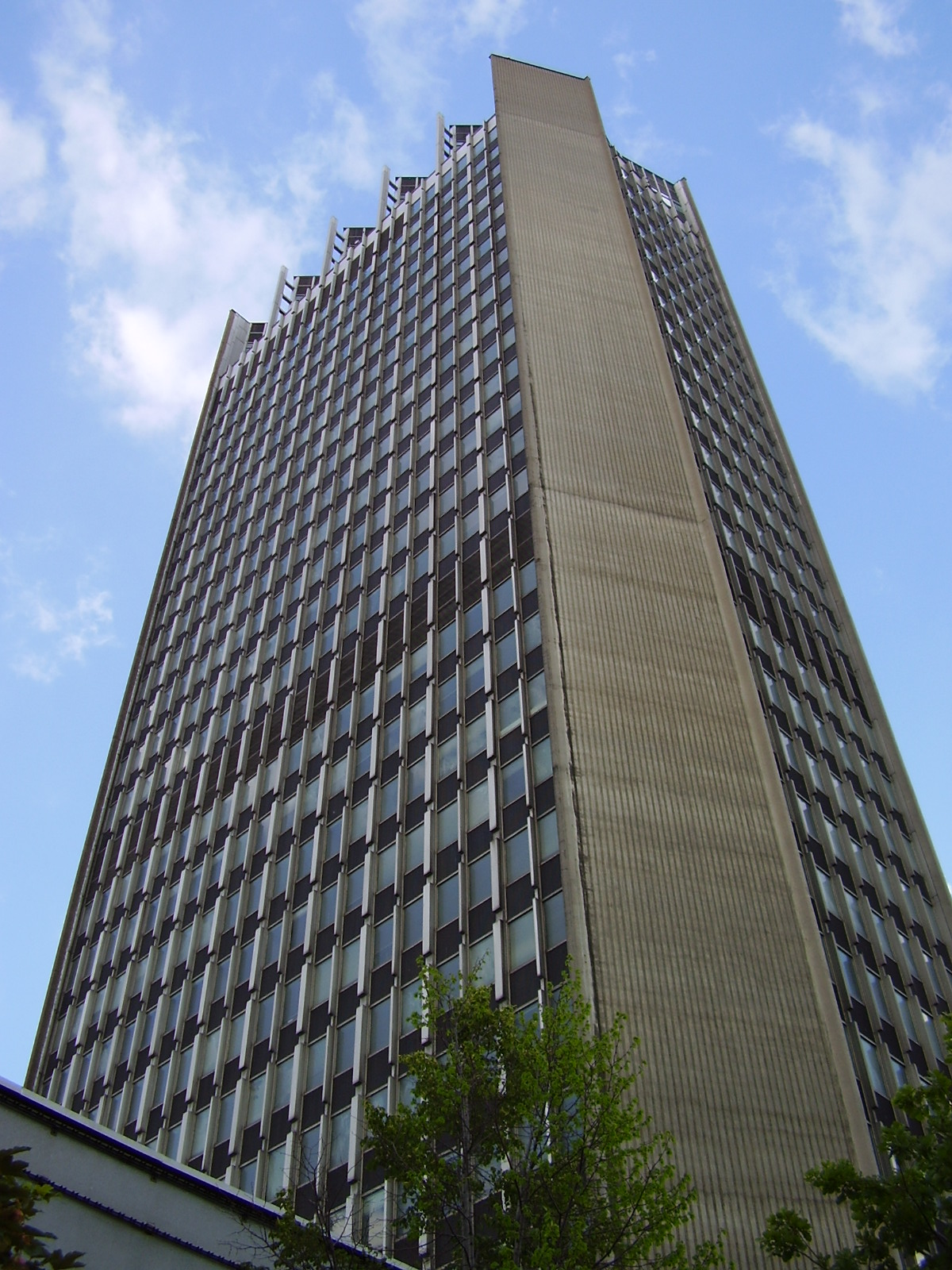
Nejvyšší budovou v Mlynské dolině je budova Slovenské televize.

Mlynská dolina je část (jeden z 9 sektorů) bratislavské městské části Karlova Ves v okrese
Bratislava IV. Zahrnuje čtvrť Slávičie údolie. Byla pojmenována podle devíti mlýnů,
které stály na břehu potoka Vydrice. Byly používány až do 60. let 19. století, počátkem 20. století
už stály pouze budovy mlýnů. První mlýn přestavěl Enea Lanfranconi na vilu, která
připomínala zámek.
Mlynská dolina je i název stejnojmenné ulice tvořící východní hranici této čtvrtě navazující na Most Lafranconi.

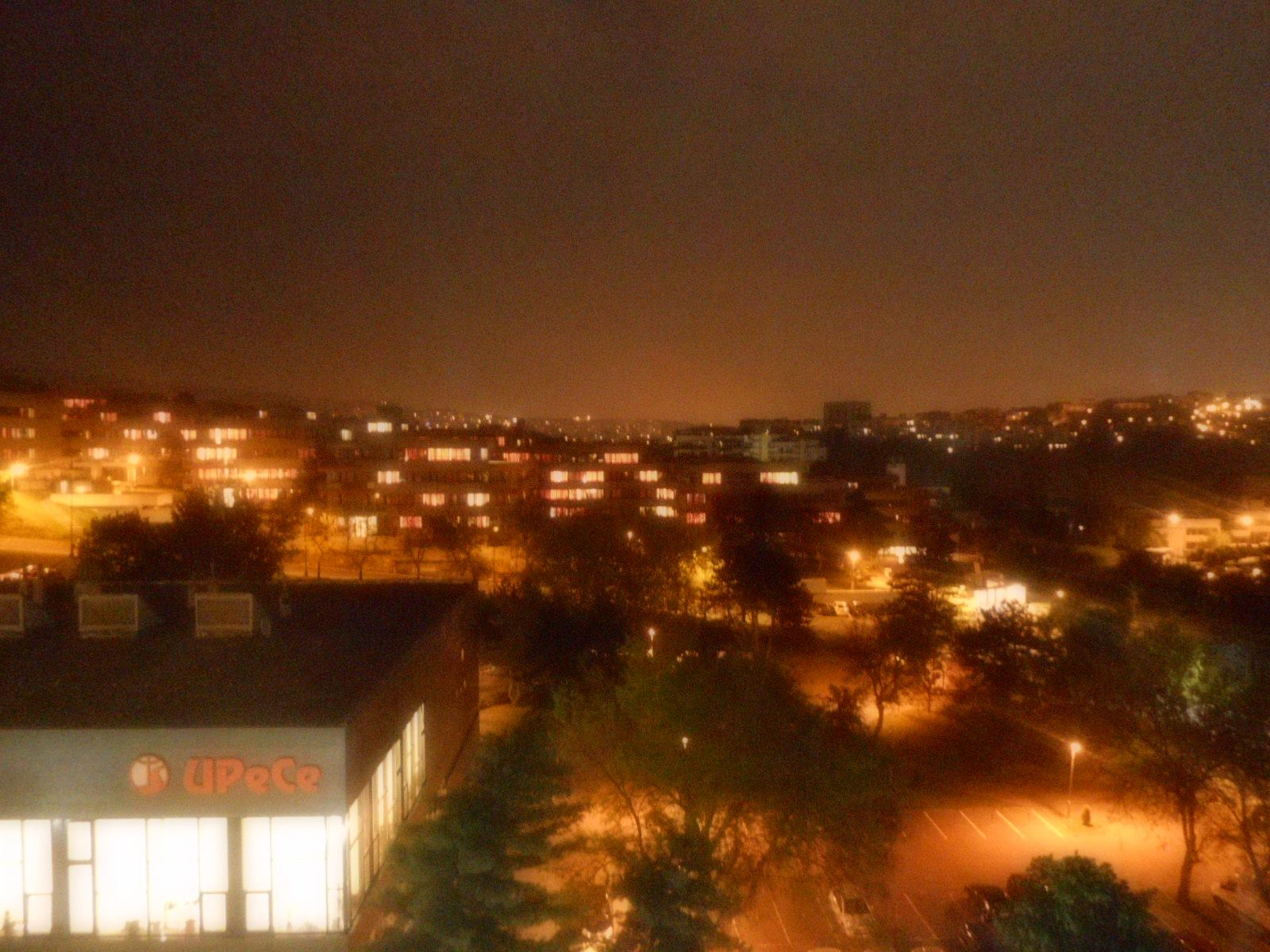
Mlýnská Dolina v noci

## Důležité objekty
V Mlynské dolině se nachází sídlo Slovenské televize a je to jedna z nejvyšších budov na Slovensku s výškou 108 m. Naproti Slovenské televizi se nalézá hřbitov Slávičie údolie, jeden z největších hřbitovů v Bratislavě. V Mlynské dolině se také nacházejí dvě fakulty Slovenské technické univerzity - Fakulta elektrotechniky a informatiky a Fakulta informatiky a informačních technologií Slovenské technické univerzity (přičemž obě dvě fakulty sídlí v jedné budově v Ilkovičově ulici) a dvě fakulty Univerzity Komenského v Bratislavě - Přírodovědecká fakulta Univerzity Komenského v Bratislavě a Fakulta matematiky, fyziky a informatiky Univerzity Komenského v Bratislavě.

### Koleje a internáty
Mlynská dolina také tvoří největší komplex studentských kolejí a internátů ve střední Evropě, protože počet ubytovaných studentů v tomto komplexu představuje každoročně okolo 10 000 - 15 000 studentů z celého Slovenska i ze zahraničí, čímž připomíná menší město.
Komplex studentských kolejí se skládá z mnoha samostatných komplexů a budov, nejznámějším komplexem jsou Studentské domovy a jídelny Ľudovíta Štúra a Studentský domov Mladost.

### Ostatní objekty
V Mlynské dolině, v blízkosti budovy Slovenské televize, se nachází i jediná bratislavská zoologická zahrada.
V bezprostřední blízkosti Mlynské doliny prochází úsek dálnice D2, což je nejnovější úsek této důležité dálnice evropského významu, který byl dokončen v červnu 2007.

## Firmy a jiné instituce
Přímo v komplexu studentských domovů u manželských internátů a internátu Mladost má sídlo vícero firem, sídlí zde i státní instituce Ústav informací a prognóz ve školství, což je podřízená organizace Ministerstva školství Slovenské republiky. V téže budově pak sídlí í slovenská Státní školní inspekce.